# Planularia
Planularia es un género de foraminífero bentónico de la subfamilia Vaginulininae, de la familia Vaginulinidae, de la superfamilia Nodosarioidea, del suborden Lagenina y del orden Lagenida. Su especie tipo es Peneroplis auris. Su rango cronoestratigráfico abarca desde el Mioceno hasta la Actualidad.

## Clasificación
Se han descrito numerosas especies de Planularia. Entre las especies más interesantes o más conocidas destacan:
- Planularia auris
- Planularia bzurae
- Planularia formosa
- Planularia halophora
- Planularia tricarinella

Un listado completo de las especies descritas en el género Planularia puede verse en el siguiente anexo.